# 83 av. J.-C.
Pour les articles homonymes, voir 83 (homonymie).
Cette page concerne l'année 83 av. J.-C. du calendrier julien proleptique.

## Événements
- 9 novembre 84 av. J.-C. (1er janvier 671 du calendrier romain) : début à Rome du consulat de Lucius Cornelius Scipio Asiaticus Asiagenus et Caius Norbanus[1].
- Printemps : retour de Sylla et de Metellus en Italie. Ils débarquent à Brundisium, avancent sur la voie Appienne et entrent en Campanie sans rencontrer de résistance[2].
- 6 juillet : incendie du Capitole. Un esclave va trouver Sylla à Silvium pour lui dire que Bellone lui promet la victoire[3].
- Été :  
  - Sylla bat le consul Norbanus au mont Tifata (ou Canusium selon Appien), qui se replie sur Casilinum (Capoue) après avoir perdu six mille hommes. Remontant la voie Latine, Sylla ouvre les négociations avec le consul Scipio à Teanum Sidicinum et débauche ses troupes[2],[3].
  - Murena, sous prétexte que Mithridate menace de reprendre les armes, attaque et saccage le sanctuaire de Comana du Pont, provoquant la deuxième guerre de Mithridate (fin en 81 av. J.-C.)[4].

- Début du règne en Inde de Devabhuti, dernier roi Shunga du Magadha (fin en 73 av. J.-C.)[5].

- Révoltes des Helviens en Gaule transalpine[6]. Leur chef, Caburus obtient du proconsul Caius Valerius Flaccus la citoyenneté romaine[7].

- Tigrane II d'Arménie s’empare de la Syrie du nord au détriment des Séleucides, à l’appel des habitants d’Antioche. Le roi Philippe Philadelphe s'enfuit probablement en Cilicie, où il est rattrapé et mis à mort. Tigrane II annexe la Phénicie et la Cilicie Plane à l’exception de Séleucie de Piérie, ainsi que de Zeugma sur l’Euphrate[8].
- Alexandre Jannée de Judée occupe Gérasa (Jérash). Une colonie juive s’y installe. Il s’empare de la Décapole et du Golan (Gamala) entre 83 et 80 av. J.-C.[9].

## Naissances en 83 av. J.-C.
- Marc Antoine, général et homme politique romain. († 30 av. J.-C.).

## Décès
- Philippe Ier Philadelphe, roi de la dynastie des Séleucides.